# Regeringen Andersson
Regeringen Andersson var Sveriges regering mellan den 30 november 2021, då den efterträdde regeringen Löfven III, och den 18 oktober 2022, då den i sin tur efterträddes av regeringen Kristersson. Regeringen leddes av statsminister Magdalena Andersson, och var Sveriges första regering med en kvinna som statsminister. Regeringen var en minoritetsregering och enpartiregering bestående av socialdemokrater.
Som en följd av riksdagsvalet 2022 begärde Magdalena Andersson den 15 september 2022 sitt och regeringens entledigande, varefter regeringen fungerade som en övergångsregering fram till den 18 oktober.

## Bakgrund
Magdalena Andersson valdes till partiledare för Socialdemokraterna den 4 november 2021 efter att Stefan Löfven under sitt sommartal hade meddelat att han avsåg att avgå under hösten. Regeringen hade stöd av det egna partiet och en partilös riksdagsledamot (Amineh Kakabaveh); den tolererades (släpptes fram) av Centerpartiet, Miljöpartiet och Vänsterpartiet och en liberal riksdagsledamot.

## Riksdagens val av statsminister
I statsministeromröstningen 24 november 2021 röstade riksdagen ja till talmannens förslag att välja Magdalena Andersson till statsminister för en regering bestående av socialdemokrater och miljöpartister. Miljöpartiet meddelade några timmar senare, efter att Moderaternas, Sverigedemokraternas och Kristdemokraternas budgetförslag bifallits i riksdagen, att det inte längre ville ingå i den tänkta regeringskoalitionen. Andersson begärde därför att bli entledigad av talmannen Andreas Norlén sju timmar efter att hon hade blivit vald till statsminister och innan hon formellt hade tillträtt posten. Den 25 november föreslog talmannen på nytt riksdagen att välja Magdalena Andersson till statsminister, nu för en rent socialdemokratisk ministär.
Den nya statsministeromröstningen genomfördes den 29 november, och riksdagen sade ja till talmannens förslag att välja Andersson som ny statsminister med röstsiffrorna 101 för (S + 1 partilös), 173 emot (M + SD + KD + L minus 1 Liberal), medan 75 avstod från att rösta (C + V + MP + 1 L).
Liberalernas Nina Lundström gick emot partilinjen och röstade "gult" (tryckte på knappen "avstår" vid voteringen i kammaren). Partilösa Amineh Kakabaveh (tidigare V) röstade för, efter en egen uppgörelse med Socialdemokraterna som innebar att Socialdemokraterna fördjupade sitt samarbete med Demokratiska unionspartiet (PYD).
För prövning av förslag till statsminister gäller negativ parlamentarism, vilket innebär att förslaget är godkänt om inte mer än hälften av riksdagens ledamöter (minst 175 eftersom riksdagen har 349 ledamöter) röstar emot förslaget (inte röstar emot med absolut majoritet).

## Tillträde
Den 30 november 2021 avgav Andersson sin regeringsförklaring inför riksdagen, och anmälde vilka statsråd som skulle ingå i den nya regeringen. Därefter skedde det formella regeringsskiftet vid en skifteskonselj som leddes av kung Carl XVI Gustaf och där statsministern, statsråden, kronprinsessan Victoria och riksdagens talman Andreas Norlén deltog. Det skedde i konseljsalen på Kungliga slottet.

## Statsråd
* Statsminister eller departementschef
| Titel                                                              | Namn                 | Namn                      | Tillträdde           | Avgick               | Parti                | Ref                  |                      |                      |                      |
| Statsrådsberedningen                                               | Statsrådsberedningen | Statsrådsberedningen      | Statsrådsberedningen | Statsrådsberedningen | Statsrådsberedningen | Statsrådsberedningen | Statsrådsberedningen | Statsrådsberedningen | Statsrådsberedningen |
| ------------------------------------------------------------------ | -------------------- | ------------------------- | -------------------- | -------------------- | -------------------- | -------------------- | -------------------- | -------------------- | -------------------- |
| Statsminister                                                      |                      | Magdalena Andersson*      | 30 november 2021     | 18 oktober 2022      | Socialdemokraterna   | [ 13 ]               |                      |                      |                      |
| EU-minister                                                        |                      | Hans Dahlgren             | 30 november 2021     | 18 oktober 2022      | Socialdemokraterna   | [ 13 ]               |                      |                      |                      |
| Justitiedepartementet                                              |                      |                           |                      |                      |                      |                      |                      |                      |                      |
| Justitie- och inrikesminister                                      |                      | Morgan Johansson*         | 30 november 2021     | 18 oktober 2022      | Socialdemokraterna   | [ 13 ]               |                      |                      |                      |
| Integrations-, migrations- och idrottsminister                     |                      | Anders Ygeman             | 30 november 2021     | 18 oktober 2022      | Socialdemokraterna   | [ 13 ] [ 14 ]        |                      |                      |                      |
| Utrikesdepartementet                                               |                      |                           |                      |                      |                      |                      |                      |                      |                      |
| Utrikesminister                                                    |                      | Ann Linde*                | 30 november 2021     | 18 oktober 2022      | Socialdemokraterna   | [ 13 ]               |                      |                      |                      |
| Biståndsminister                                                   |                      | Matilda Ernkrans          | 30 november 2021     | 18 oktober 2022      | Socialdemokraterna   | [ 13 ]               |                      |                      |                      |
| Utrikeshandelsminister och minister med ansvar för nordiska frågor |                      | Anna Hallberg             | 30 november 2021     | 18 oktober 2022      | Socialdemokraterna   | [ 13 ]               |                      |                      |                      |
| Försvarsdepartementet                                              |                      |                           |                      |                      |                      |                      |                      |                      |                      |
| Försvarsminister                                                   |                      | Peter Hultqvist*          | 30 november 2021     | 18 oktober 2022      | Socialdemokraterna   | [ 13 ]               |                      |                      |                      |
| Socialdepartementet                                                |                      |                           |                      |                      |                      |                      |                      |                      |                      |
| Socialminister                                                     |                      | Lena Hallengren*          | 30 november 2021     | 6 oktober 2022       | Socialdemokraterna   | [ 13 ]               |                      |                      |                      |
| Socialminister                                                     |                      | Ardalan Shekarabi         | 6 oktober 2022       | 18 oktober 2022      | Socialdemokraterna   | [ 15 ]               |                      |                      |                      |
| Socialförsäkringsminister                                          |                      | Ardalan Shekarabi         | 30 november 2021     | 18 oktober 2022      | Socialdemokraterna   | [ 13 ]               |                      |                      |                      |
| Finansdepartementet                                                |                      |                           |                      |                      |                      |                      |                      |                      |                      |
| Finansminister                                                     |                      | Mikael Damberg*           | 30 november 2021     | 18 oktober 2022      | Socialdemokraterna   | [ 13 ]               |                      |                      |                      |
| Finansmarknadsminister och biträdande finansminister               |                      | Max Elger                 | 30 november 2021     | 18 oktober 2022      | Socialdemokraterna   | [ 13 ]               |                      |                      |                      |
| Civilminister                                                      |                      | Ida Karkiainen            | 30 november 2021     | 18 oktober 2022      | Socialdemokraterna   | [ 13 ]               |                      |                      |                      |
| Utbildningsdepartementet                                           |                      |                           |                      |                      |                      |                      |                      |                      |                      |
| Utbildningsminister                                                |                      | Anna Ekström*             | 30 november 2021     | 18 oktober 2022      | Socialdemokraterna   | [ 13 ]               |                      |                      |                      |
| Skolminister                                                       |                      | Lina Axelsson Kihlblom    | 30 november 2021     | 18 oktober 2022      | Socialdemokraterna   | [ 13 ]               |                      |                      |                      |
| Miljödepartementet                                                 |                      |                           |                      |                      |                      |                      |                      |                      |                      |
| Miljö- och klimatminister                                          |                      | Annika Strandhäll*        | 30 november 2021     | 18 oktober 2022      | Socialdemokraterna   | [ 13 ]               |                      |                      |                      |
| Näringsdepartementet                                               |                      |                           |                      |                      |                      |                      |                      |                      |                      |
| Näringsminister                                                    |                      | Karl-Petter Thorwaldsson* | 30 november 2021     | 18 oktober 2022      | Socialdemokraterna   | [ 13 ]               |                      |                      |                      |
| Landsbygdsminister                                                 |                      | Anna-Caren Sätherberg     | 30 november 2021     | 18 oktober 2022      | Socialdemokraterna   | [ 13 ]               |                      |                      |                      |
| Kulturdepartementet                                                |                      |                           |                      |                      |                      |                      |                      |                      |                      |
| Kultur- och demokratiminister                                      |                      | Jeanette Gustafsdotter*   | 30 november 2021     | 18 oktober 2022      | Socialdemokraterna   | [ 13 ]               |                      |                      |                      |
| Arbetsmarknadsdepartementet                                        |                      |                           |                      |                      |                      |                      |                      |                      |                      |
| Arbetsmarknads- och jämställdhetsminister                          |                      | Eva Nordmark*             | 30 november 2021     | 18 oktober 2022      | Socialdemokraterna   | [ 13 ]               |                      |                      |                      |
| Bostadsminister och biträdande arbetsmarknadsminister              |                      | Johan Danielsson          | 30 november 2021     | 18 oktober 2022      | Socialdemokraterna   | [ 13 ]               |                      |                      |                      |
| Infrastrukturdepartementet                                         |                      |                           |                      |                      |                      |                      |                      |                      |                      |
| Infrastrukturminister                                              |                      | Tomas Eneroth*            | 30 november 2021     | 18 oktober 2022      | Socialdemokraterna   | [ 13 ]               |                      |                      |                      |
| Energi- och digitaliseringsminister                                |                      | Khashayar Farmanbar       | 30 november 2021     | 18 oktober 2022      | Socialdemokraterna   | [ 13 ]               |                      |                      |                      |

Av de 23 statsråden satt 14 i den avgångna Regeringen Löfven III (i ett par fall på andra ministerposter än ovanstående), en (Strandhäll) satt i Löfvens regeringar 2014-2019 och åtta (Axelsson Kihlblom, Danielsson, Elger, Farmanbar, Gustafsdotter, Karkiainen, Sätherberg och Thorwaldsson) var helt nya.

## Regeringens politik

### Utrikespolitik

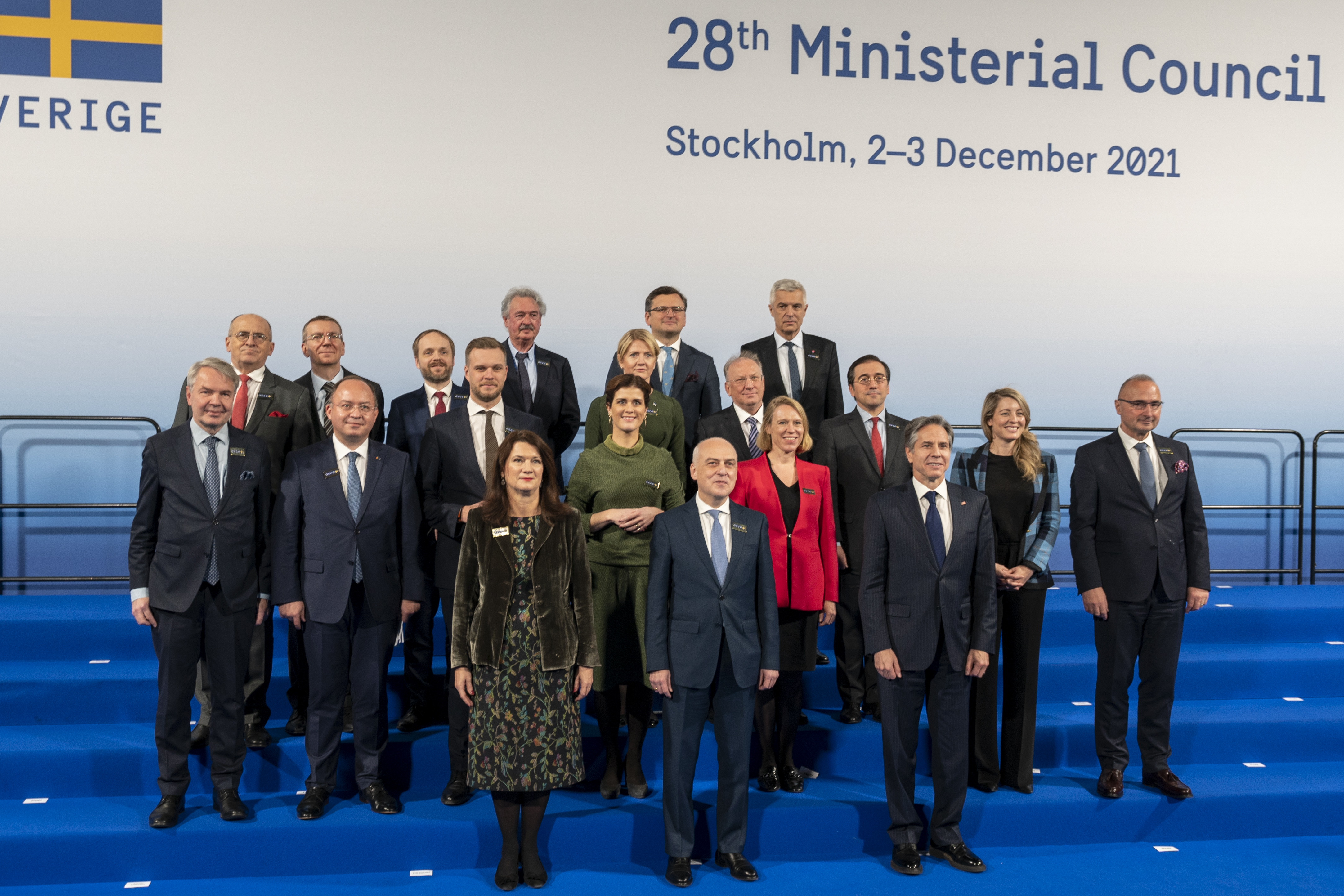
Gruppbild med deltagare vid OSSE:s ministerrådsmöte 2–3 december 2021. På bilden syns bland andra USA:s utrikesminister Antony Blinken och Sveriges dito Ann Linde.

Sverige var under 2021 ordförandeland i OSSE. Utrikesminister Ann Linde stod som värd för organisationens ministerrådsmöte som hölls i Arlandastad 2–3 december 2021. I fokus för mötet stod bland annat konflikten i Ukraina och migranterkrisen mellan Belarus och EU:s östra medlemsstater.
Vid 2022 års utrikespolitiska debatt i riksdagen, onsdagen den 16 februari, presenterade utrikesminister Ann Linde regeringens utrikesdeklaration. Hon sade bland annat att "Regeringen avser inte att ansöka om Natomedlemskap."
När Sverige den 16 maj 2022 sökte medlemskap i Nato ställde Turkiet krav på Sverige bland annat rörande Socialdemokraternas samarbete med Demokratiska unionspartiet (PYD).
Ytterligare en utrikesdeklaration presenterades av Linde den 10 juni 2022.

### Biståndspolitik
Regeringen Andersson fortsatte, likt Regeringen Reinfeldt, Regeringen Löfven I och Regeringen Löfven II, att göra avräkningar på biståndet för att finansiera flyktingmottagande i Sverige. 2022 föreslog regeringen summan 9,8 miljarder kronor (ungefär 20 % av det totala biståndet).
Efter Rysslands invasion av Ukraina 2022 meddelade Sida att myndigheten inte fått någon signal från utrikesdepartementet om att förändra biståndet till Ryssland. Regeringens Strategi för Sveriges stöd till demokrati, mänskliga rättigheter och miljö i Ryssland 2020–2024 skulle därför fullföljas. I februari uppgav svenska medier att 389 miljoner kronor skulle betalas ut till Ryssland. I mars meddelade Sida att av de 324 miljoner kronor som var beslutade för perioden 2020–2024 hade 138 miljoner kronor redan utbetalats under 2020 och 2021, men att myndigheten avsåg att betala ut ytterligare 186 miljoner kronor efter krigsutbrottet. Myndigheten framhöll dock att stödet avsåg demokratiarbetet och civilsamhällesorganisationer, att inga bidrag skulle utbetalas till ryska statliga institutioner, och att Sida efter krigsutbrottet även avbrutit de miljöinsatser som myndigheten planerat i samverkan med ryska kommuner.